# Brignogan-Plage
Brignogan-Plage o  Brignogan-Plages (en bretón Brignogan)  era una comuna francesa situada en el departamento de Finisterre, de la región de Bretaña, que el uno de enero de 2017 pasó a ser una comuna delegada de la comuna nueva de Plounéour-Brignogan-Plages al unirse con la comuna de Plounéour-Trez.

## Demografía
| Gráfica de evolución demográfica de Brignogan-Plages entre 1954 y 2013 |
|                                                                        |

Los datos demográficos contemplados en este gráfico de la comuna de Brignogan-Plages se han cogido de 1954 a 1999 de la página francesa EHESS/Cassini, y los demás datos de la página del INSEE.